# Référendum constitutionnel haïtien de 1987
 (novembre 2021).
Si vous disposez d'ouvrages ou d'articles de référence ou si vous connaissez des sites web de qualité traitant du thème abordé ici, merci de compléter l'article en donnant les références utiles à sa vérifiabilité et en les liant à la section « Notes et références ».
Le référendum haïtien de 1987 est un référendum ayant eu lieu en Haïti le 29 mars 1987. Il proposait l'adoption d'une nouvelle constitution. 99,8 % des votants ont répondu favorablement à la question posée[Laquelle ?], soit 1 258 980 votants sur 1 261 334. 0,2 % des votants se sont opposés à cette nouvelle constitution, soit 2 167 personnes. 